# Mountaineer (motorfiets)
Mountaineer is een historisch merk van motorfietsen.
De bedrijfsnaam was Mountaineer Motor Co., Marsden, Yorkshire.
Mountaineer was een klein Brits merk dat met tussenpozen van 1902 tot 1924 motorfietsen produceerde. Deze hadden inbouwmotoren van Minerva, Fafnir of MMC en op het laatst eenvoudige 269 cc tweetaktmotoren van Villiers.